# Tahnee Welch
Tahnee Welch, rodným jménem Latanne Rene Welch (* 26. prosince 1961 San Diego, Kalifornie, USA) je americká herečka a modelka. Jejími rodiči byli Raquel Welchová, rovněž herečka, a její první manžel James Welch. Svou hereckou kariéru zahájila během pobytu v Itálii; po návratu do USA hrála ve filmu Zámotek (1985) a také v jeho sequelu Zámotek 2: Návrat. Později hrála v řadě dalších filmů. V listopadu 1996 byla její fotografie použita na hlavní straně časopisu Playboy. V letech 1991 až 1996 byl jejím manželem herec Jared Harris.

## Filmografie
- Zámotek (1985)
- Šípková Růženka (1987)
- Zámotek 2: Návrat (1988)
- Scénář smrti (1995)
- Střelila jsem Andyho Warhola (1996)
- Tělo a duše (1998)
- Černé světlo (1998)